# Marie Hübnerová
Pour les articles homonymes, voir Hübnerová.
Marie Hübnerová, née Marie Rufferová le 12 octobre 1865 à Slatina nad Zdobnicí et morte le 5 août 1931 à Prague, est une actrice de théâtre et de cinéma tchécoslovaque.

## Biographie
Après la mort de son père, elle est élevée dans un monastère allemand à Brno et, en 1882, entre dans la troupe de théâtre Košner. De là, elle passe à la troupe de théâtre de František Ludvík (cs) en 1887. Au cours de la saison 1891/1892, elle est engagée au Théâtre national de Brno. À la fin de l'année, elle part avec le metteur en scène Václav Hübner pour rejoindre sa propre troupe de théâtre nouvellement créée, le Théâtre populaire tchèque (České lidové divadlo). Après la mort de l'épouse de Hübner, Anna (1861-1891), elle l'épouse le 11 février 1893 à Uherské Hradiště,. Jusqu'en 1893, elle utilise le pseudonyme Slatinská au théâtre.
En février 1896, elle est acceptée dans la troupe du Théâtre national de Prague, où elle reste jusqu'à sa mort. Elle y crée plus de 370 rôles, dont certains à plusieurs reprises (par exemple, Marta dans Faust de Goethe, Fanka dans Le Brigand de Čapek et Klásková dans Lucerne de Jirásek).
Elle se produit souvent en tant qu'invitée dans d'autres villes tchèques (Pilsen, Brno, Olomouc) et à Bratislava. À Prague, elle se produit également en tant qu'invitée sur des scènes plus petites (par exemple en 1908 au Théâtre Pištěkovo, en 1914 au Lidové divadlo Uranie (cs) et au Švandovo divadlo na Smíchově (cs)). En 1910 et 1929, elle se produit avec succès à Vienne, en 1928 à Varsovie et en 1931 en Yougoslavie, où elle reçoit l'Ordre royal de Saint-Sava.
Elle a aussi été la professeure des actrices Andula Sedláčková, Eva Vrchlická (cs), Jarmila Kronbauerová (cs), Olga Scheinpflugová, Zdenka Baldová, Anna Iblová (cs), Míla Pačová (cs), ou encore parmi de nombreuses autres, Jarmila Svatá (cs),.
Au cinéma elle n'apparait que dans un seul et unique film, en 1931, dans le rôle de Fanka dans Loupežník de Čapek, réalisé par Josef Kodíček.
Elle meurt le 5 août 1931 dans un sanatorium de Podolsk (Ústav pro péči o matku a dítě (cs)). Elle est enterrée à Prague, au cimetière d'Olšany.